# Shanghaibaletten
Shanghaibaletten (上海芭蕾舞团) är ett balettkompani i Shanghai, Kina, grundat 1966. Bland uppsättningarna märks bland annat The White-haired Girl, The Butterfly Lovers och A Sigh of Love.